# Tünel
Il Tünel, ufficialmente nota come Linea F2 (Karakoy - Beyoglu) Funicolare Storica Tunnel (in turco F2 (Karaköy - Beyoğlu) Tarihi Tünel Füniküler Hattı) è una breve linea funicolare che si trova ad Istanbul e che si sviluppa completamente sottoterra, collegando le due stazioni di Karaköy e Beyoğlu.
Ubicata sulla sponda nord del Corno d'Oro, attraversa la collina per un percorso di 573 metri. Inaugurata il 17 gennaio 1875, il Tünel è la seconda più antica linea sotterranea urbana al mondo dopo la metropolitana di Londra (1863) e la prima in Europa continentale, anche se la prima linea a più stazioni è stata la Linea 1 della metropolitana di Budapest (1896).

## Storia

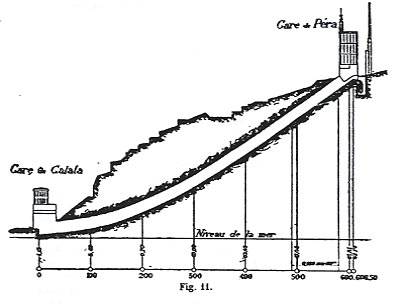
Profilo del tunnel, da Chemin de fer métropolitain de Constantinople, ou Chemin de fer souterrain de Galata à Péra, dit tunnel de Constantinople. Projet d'une nouvelle ville et d'un nouveau port de commerce à Constantinople di Eugène-Henri Gavand (1876).

Il Tünel venne progettato dall'ingegnere francese Eugène-Henri Gavand nel 1867. Il suo scopo era di provvedere ad un facile e veloce collegamento fra Pera (Beyoğlu) e Galata (Karaköy), entrambe località site in una zona relativamente nuova di Istanbul, sulla sponda nord del Corno d'Oro. Molta gente lavorava a Galata, sul livello del mare, ed abitava a Pera, a circa sessanta metri più in alto sulla collina. L'unica strada diretta che collegava le due zone, Yüksek Kaldırım, era ripida e stretta. Al tempo della costruzione del Tünel, era frequentata da circa 40 000 pedoni al giorno. Gavand pensò al Tünel come "un genere di ascensore per la salita e la discesa" che avrebbe dovuto facilitare il percorso.
Due anni dopo, il 10 giugno 1869, Gavand ricevette il permesso dal sultano Abdul Aziz di realizzare il progetto con una concessione per lo sfruttamento della durata di quarantadue anni. Dopo aver trovato all'estero i fondi per la realizzazione dell'opera, Gavand fondò una società dal nome Metropolitan Railway of Constantinople per realizzare il progetto. La costruzione iniziò il 30 luglio 1871 ma i lavori andarono a rilento per difficoltà incontrate nei rapporti fra i proprietari dei terreni e la compagnia. Il tunnel non venne completato prima del dicembre 1874 e venne messo in esercizio il 17 gennaio 1875.
La Metropolitan Railway company ottenne un'ulteriore concessione settantacinquennale nel 1904 ma il Tünel venne nazionalizzato nel 1923 quando venne proclamata la Repubblica Turca. Nel 1939 venne assorbito dal nuovo İETT (İstanbul Elektrik Tramvay ve Tünel) e venne poi elettrificato nel 1971. Oggi, la linea non è più importante come in passato, ma è ancora una parte della rete di trasporto comunale con biglietti integrati con gli altri mezzi di trasporto pubblico.

## Descrizione
Il Tünel è costituito da un unico tunnel in mattoni lungo 554,8 metri, largo 6,7 e alto 4,9 con due stazioni alle due estremità: quella al livello del mare è Karaköy (ubicata al termine orientale di Tersane Caddesi a 41.0229°N 28.9749°E) e quella stazione superiore Tünel Meydanı (ubicata all'inizio di İstiklal Caddesi a 41.0278°N 28.9719°E). Il dislivello fra le due stazioni è di 61,55 metri e la pendenza varia fra il 2 e il 15%. 
Inizialmente la funicolare era stata costruita con un doppio binario parallelo, ma oggi ha un unico binario con una breve sezione a doppio binario, per l'interscambio.

## Materiale rotabile
Il materiale rotabile originario del Tünel era costituito da due doppie carrozze in legno. Una era riservata ai passeggeri, con due classi, ognuna delle quali con compartimenti separati per uomini e donne. L'altra carrozza era riservata al trasporto di merci, animali e anche carrozze trainate da cavalli. I motori erano azionati a vapore.
Le carrozze in legno vennero sostituite nel 1971 con altrettante elettrificate che si muovevano su pneumatici. La loro velocità di crociera è di circa 25 km/h. Un viaggio tra le due stazioni dura circa 90 secondi, con altri due minuti di attesa per la salita e discesa dei passeggeri.

## Galleria d'immagini

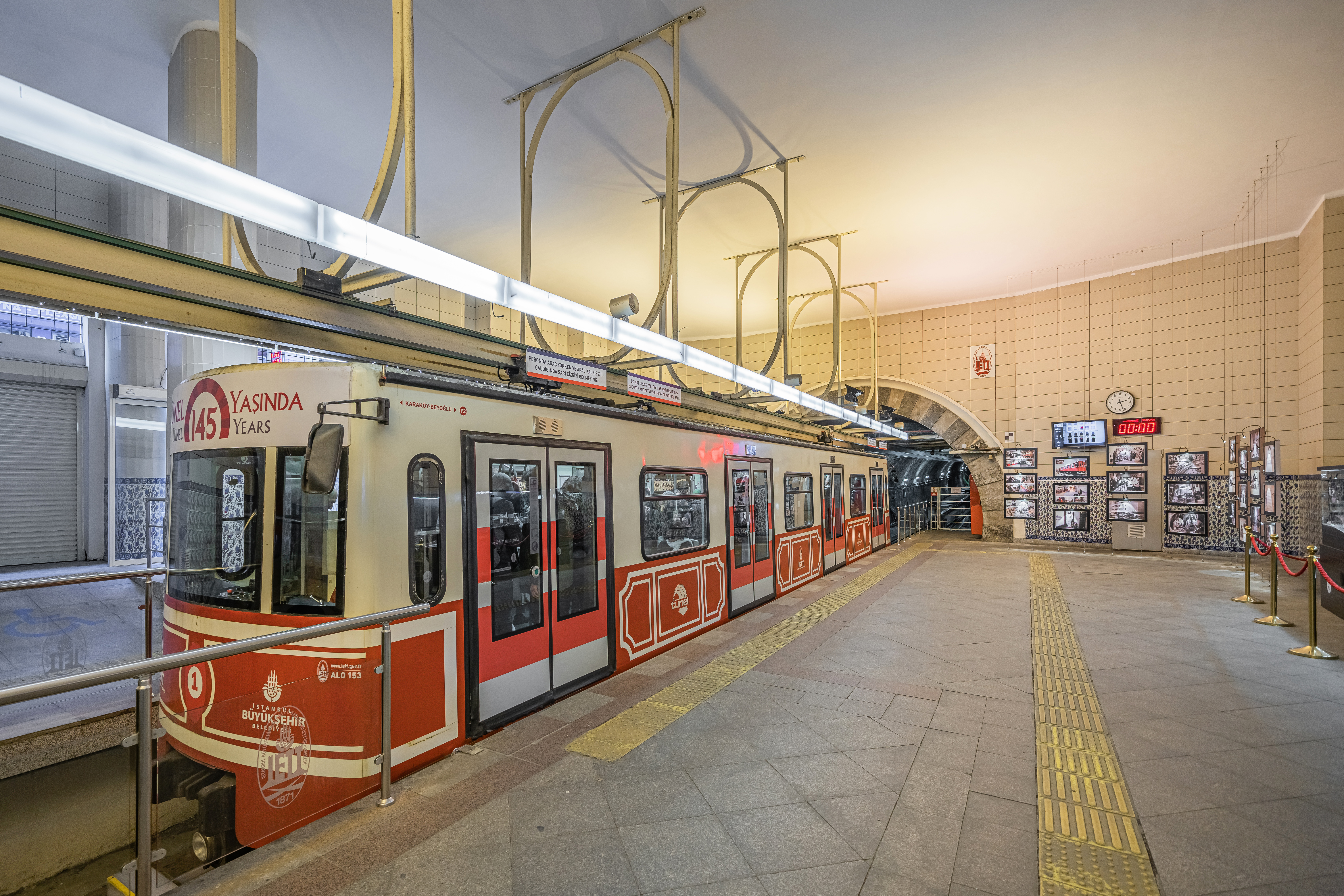
Stazione Karaköy
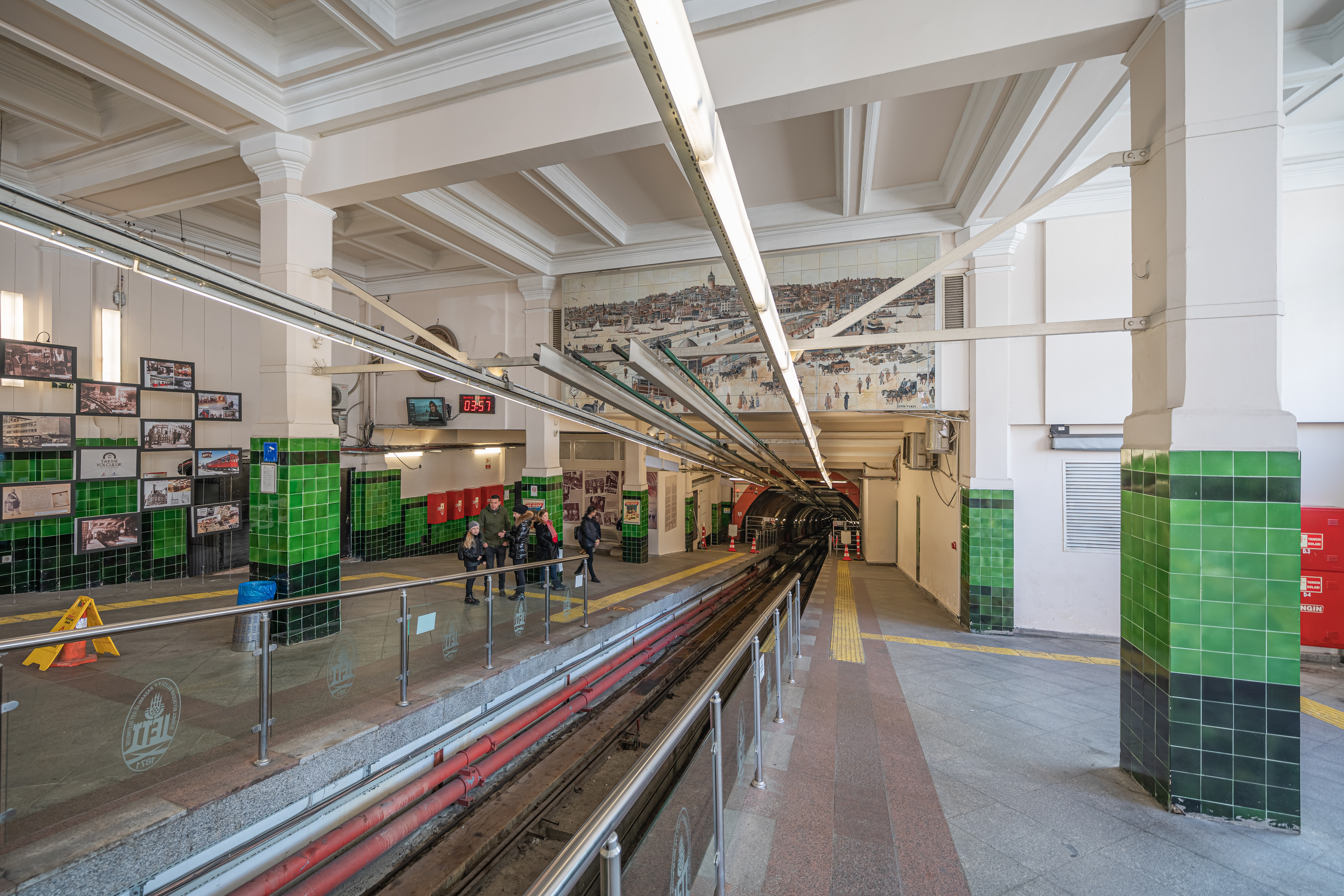
Stazione Tünel Meydanı (Beyoğlu)
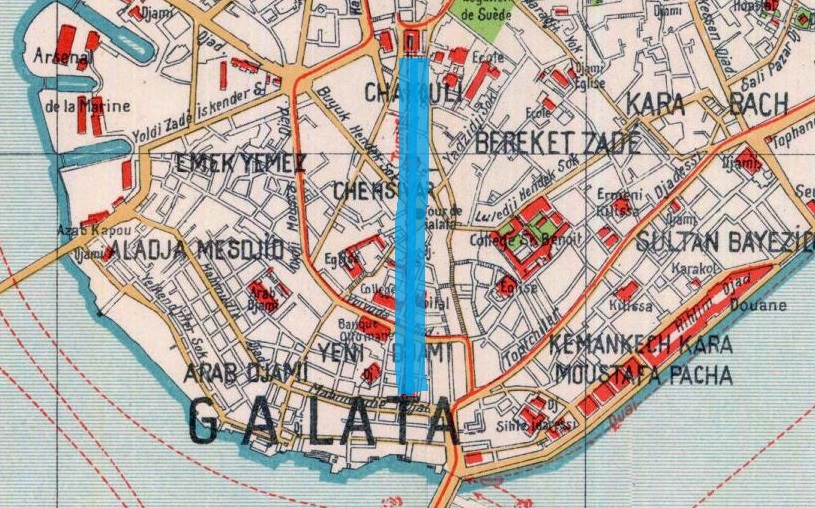
Mappa con il tracciato del Tünel